# Thanawat Pimyotha
Thanawat Pimyotha (thailändisch ธนวัฒน์ พิมพ์โยธา; * 24. Oktober 2000) ist ein thailändischer Fußballspieler.

## Karriere
Thanawat Pimyotha stand bis Juni 2021 beim Drittligisten North Bangkok University FC unter Vertrag. Der Verein aus der Hauptstadt Bangkok spielte in der Bangkok Metropolitan Region der Liga. Am Ende der Saison 2020/21 feierte er mit dem Verein die Meisterschaft der Region. In den Aufstiegsspielen zur zweiten Liga konnte man sich jedoch nicht durchsetzen. Die Saison 2021/22 stand er beim Drittligisten Royal Thai Air Force FC, der ebenfalls in der Bangkok Metropolitan Region spielte, unter Vertrag. Hier bestritt er 17 Ligaspiele. Nach einer Spielzeit kehrte er im August 2022 wieder zum North Bangkok University FC zurück. Am Ende der Spielzeit 2022/23 wurde er zum zweiten Mal mit dem Verein Meister der Region. Auch hier konnte man sich in den Aufstiegsspielen zur zweiten Liga nicht durchsetzen. Ein Jahr später wurde er mit dem Verein Vizemeister der Region. Auch im dritten Anlauf konnte man sich in den Aufstiegsspielen zur zweiten Liga nicht durchsetzen. Nach insgesamt 43 Ligaspielen wechselte er im Juli 2024 zum Erstligisten Chiangrai United. Sein Erstligadebüt gab Pimyotha am 12. August 2024 (1. Spieltag) im Heimspiel gegen den Khon Kaen United FC. Bei dem 2:0-Erfolg stand er in der Startelf und wurde in der 72. Minute gegen Arucha Phodong ausgewechselt.

## Erfolge
North Bangkok University FC
- Thai League 3 – Bangkok Metropolitan: 2020/21
- Thai League 3 – Bangkok Metropolitan: 2022/23